# Thomas Maschkiwitz
Thomas Maschkiwitz es un deportista alemán que compitió en vela en la clase Soling.
Ganó una medalla de plata en el Campeonato Mundial de Soling de 2003 y dos medallas en el Campeonato Europeo de Soling, plata en 2007 y bronce en 1986.

## Palmarés internacional
| \| Campeonato Mundial \| Campeonato Mundial \| Campeonato Mundial \| Campeonato Mundial \| \| Año \| Lugar \| Medalla \| Clase \| \| ------------------ \| ---------------------- \| ------------------ \| ------------------ \| \| 2003 \| Balatonfüred (Hungría) \| Medalla de plata \| Soling \| \| Campeonato Europeo \| \| \| \| \| Año \| Lugar \| Medalla \| Clase \| \| 1986 \| Warnemünde (RDA) \| Medalla de bronce \| Soling \| \| 2007 \| Arendal (Noruega) \| Medalla de plata \| Soling \| |                        |                   |        |
| Campeonato Mundial |                        |                   |        |
| Año | Lugar                  | Medalla           | Clase  |
| 2003 | Balatonfüred (Hungría) | Medalla de plata  | Soling |
| Campeonato Europeo |                        |                   |        |
| Año | Lugar                  | Medalla           | Clase  |
| 1986 | Warnemünde (RDA)       | Medalla de bronce | Soling |
| 2007 | Arendal (Noruega)      | Medalla de plata  | Soling |